# Pelton, Durham
Pelton är en ort och civil parish i Storbritannien.   Den ligger i kommunen Durham i riksdelen England, i den centrala delen av landet, 400 km norr om huvudstaden London. Pelton ligger 87 meter över havet och antalet invånare är 5 366.
Terrängen runt Pelton är lite kuperad, och sluttar österut. Runt Pelton är det tätbefolkat, med 790 invånare per kvadratkilometer. Orten ligger cirka 3 km nordväst om Chester-le-Street. Närmaste större stad är Newcastle upon Tyne, 11 km norr om Pelton. Runt Pelton är det i huvudsak tätbebyggt.